# Psie Pole

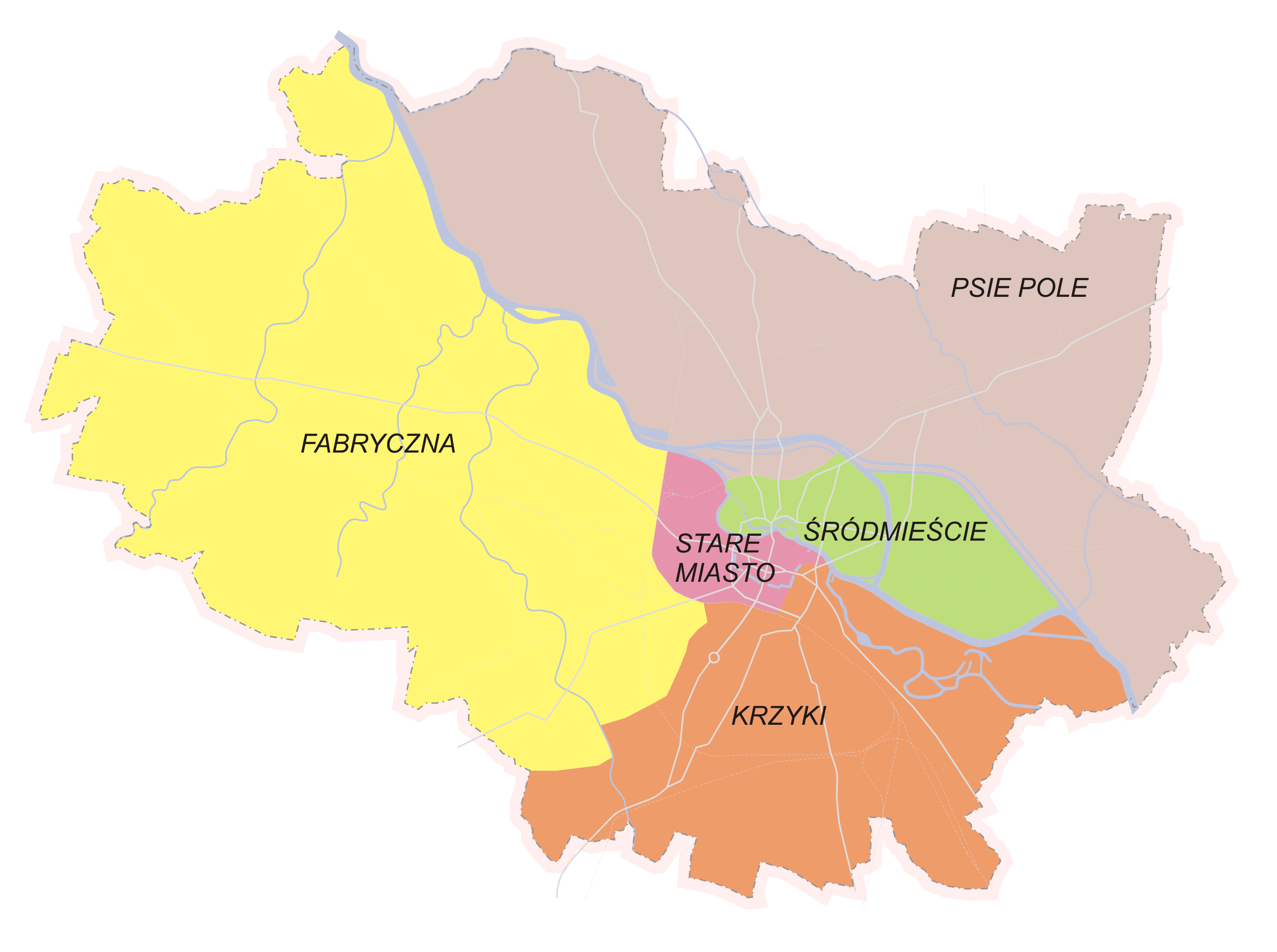
Plan de Wrocław

Psie Pole (anciennement en allemand : Hundsfeld, littéralement "le champ des chiens") est un arrondissement situé dans la partie nord de la ville de Wrocław en Pologne.

## Géographie
Psie Pole occupe tous les quartiers situés sur la rive droite de l'Oder, du Vieux Oder et du canal de navigation, entre autres Karłowice, Osobowice et l'ancienne ville indépendante Psie Pole.
Outre les nombreux quartiers composés de maisons et de villas ainsi que d'anciens villages, l'arrondissement comprend trois grands quartiers composés d'immeubles: Zakrzów, Zgorzelisko et Różanka.
Par l'arrondissement passe le cours d'eau Widawa, constituant en grande partie la frontière de Wrocław.
Au sud-est de l'arrondissement se trouve un grand centre industriel où sont implantées entre autres les entreprises Polmos, Polifarb et l'usine de fabrication d'autobus Volvo, ainsi que l'usine de fabrication de matériel électroménager Polar. La partie nord-ouest de l'arrondissement est composée d'immenses terrains d'irrigation.
Psimpol est le surnom donné par ses habitants à leur arrondissement.

## Histoire
L'existence de la ville est attestée dès le Moyen Âge.
Auparavant une ville indépendante de l'arrondissement d'Œls, elle devient en 1928 un quartier de Wroclaw (à l'époque Breslau, dans la république de Weimar).

## Importants sites de Psie Pole
- Château d'eau de la rue Kasprowicza - (Wieża ciśnień przy ulicy Kasprowicza)
- Le cimetière d'Osobowicki - (Cmentarz Osobowicki)
- La forêt d'Osobowicki - (Las Osobowicki)
- Église St-Antoine - (kościół św. Antoniego)

## Liste des quartiers de l'arrondissement
(ainsi que la date d'intégration à la ville)
- Karłowice (1928)
- Kleczków (1808)
- Kłokoczyce (1973)
- Kowale (1928)
- Lesica (1973)
- Ligota (1928)
- Lipa Piotrowska (1973)
- Miłostków/Marzanów (1951)
- Mirowiec (1928)
- Osobowice (1928)
- Pawłowice (1970)
- Polanka (1808)
- Polanowice (1973)
- Poświętne (1928)
- Pracze Widawskie (1973)
- Psie Pole (1928)
- Rędzin (1973)
- Różanka (1928)
- Sołtysowice (1951)
- Strachocin (1928)
- Swojczyce (1928)
- Świniary (1973)
- Widawa (1973)
- Wojnów (1951)
- Zakrzów (1951)
- Zgorzelisko (1951)

## Source
- (pl) Cet article est partiellement ou en totalité issu de l’article de Wikipédia en polonais intitulé « Psie Pole (dzielnica Wrocławia) » (voir la liste des auteurs).